# 关于防止核战争与避免军备竞赛的联合声明
关于防止核战争与避免军备竞赛的联合声明，或称五个核武器国家领导人关于防止核战争与避免军备竞赛的联合声明，是2022年1月3日由五个主要核武器拥有国暨联合国安全理事会常任理事国共同发表的关于核武器及其核战争，军备竞赛内容的共同声明；联合声明国为中华人民共和国、法兰西共和国、俄罗斯联邦、大不列颠及北爱尔兰联合王国及美利坚合众国。

## 內容
五國認為要避免核武器國家間爆發戰爭以及減少戰略風險。核武器只能防禦目的、懾止侵略和防止戰爭。必須堅持防止核武器進一步擴散。
五國將繼續遵守《不擴散核武器條約》各項義務，包括第六條：「就及早停止核軍備競賽和核裁軍方面的有效措施，以及就一項在嚴格和有效國際監督下的全面徹底裁軍條約，真誠地進行談判」。
五國將繼續防止核武器未經授權或意外使用，重申不將核武器瞄準彼此或其他任何國家。

## 签署国家
- 中华人民共和国
- 法兰西共和国
- 俄罗斯联邦
- 大不列颠及北爱尔兰联合王国
- 美利坚合众国

## 反应
联合国秘书长安东尼奥·古特雷斯对联合声明表示欢迎。 
 中国外交部副部长马朝旭接受媒体采访表示，联合声明是五国领导人首次就核武器问题发表声明，体现了五国防止核战争的政治意愿，也发出了维护全球战略稳定、减少核冲突风险的共同声音。发表联合声明，有助于增进相互信任，以协调合作代替大国竞争，对于构建总体稳定、均衡发展的大国关系也具有积极意义。 